# Агриций Трирский
Агриций (Агритий) Трирский (нем. Agritius von Trier, Agricius; 260 — 330) — епископ Трирский примерно с 310 по 330 годы.

## Жизнеописание
Дата и место рождения святителя Агриция Трирского твёрдо не установлены. В «Православной энциклопедии» указано, что он родом из земель гасконских.
По другой версии, будучи патриархом Антиохийским, он был приглашён в Трир римским папой Сильвестром I при содейстии святой царицы Елены и одновременно привёз с собой в Трир мощи апостола Матфия и хитон Христов.
В Трире святитель Агриций, будучи первым официальным епископом Трирским, прославился высокой духовностью, распространением христианства в Галлии и строительством многих соборов и церквей. Именно ему царица Елена передала часть своего дворца для реконструкции в кафедральный собор. При св. Агриции в Трире состоялось учреждение первой духовной школы.
Согласно преданию, в 314 году святитель Агриций принимал активное участие в Арелатском синоидальном соборе, на котором была подтверждена ересь донатизма.
Примерно в 330 году святитель Агриций умер. При археологических раскопках в церкви св. Максимина в 1936 году был обнаружен и исследован саркофаг, называемый ныне «Саркофагом Агриция».
Преемником Агриция на кафедре Трира стал святой Максимин.

## Иконография
Изображения святителя Агриция почти неизвестны. В 1985 году на аукционе в южной Германии была выставлена картина святителя, на котором он изображён в епископском облачении, сидящим перед книгой и с распятием Христа в руке. На миниатюре Егберта из Трира (980 год) святитель Агриций изображён с небольшой бородкой и тонзурой на голове.

## Покровительство
Считается, что святой Агриций Трирский является покровителем Трирской католической епархии, а также строителей, столяров, кузнецов, кондитеров и мясников.